# Ülvi Bacarani
Ülvi İlqar oğlu Bacarani (ur. 27 stycznia 1995 w Baku) – azerski szachista, arcymistrz od 2013 roku.

## Kariera szachowa
Naukę gry rozpoczął w wieku pięciu lat. Najwyższą, pierwszą kategorię amatorską (ranking 2000) osiągnął dwa lata później, w wieku dziesięciu lat otrzymał tytuł mistrza FIDE, w 2010 r. – tytuł mistrza międzynarodowego, natomiast w 2013 r. – arcymistrza. Trenerem Bacaraniego jest jego ojciec İlqar Bacarani, szachista z tytułem mistrza międzynarodowego.
Osiągnięcia
- 2005 – mistrzostwa Europy juniorów do 10 lat – srebrny medal
- 2005 – mistrzostwa świata juniorów do 10 lat – brązowy medal
- 2006 – mistrzostwa Europy juniorów do 12 lat – brązowy medal
- 2007 – mistrzostwa Europy juniorów do 12 lat – srebrny medal

Normy na tytuł arcymistrzowski wypełnił w latach 2010 (w Moskwie, turniej Aerofłot Open–A2) i 2011 (w Moskwie oraz w Baku), jednakże na przyznanie tytuł arcymistrza musiał poczekać do listopada 2013 r., gdyż dopiero wówczas jego ranking osiągnął min. 2500 punktów, co jest jednym z warunków otrzymania tego tytułu.
Najwyższy ranking w dotychczasowej karierze osiągnął 1 listopada 2015 r., z wynikiem 2551 punktów.